# Bundesstraße 410
Pour les articles homonymes, voir Route 410.
La Bundesstraße 410 est une Bundesstraße du Land de Rhénanie-Palatinat.

## Géographie
Elle mène de la frontière entre l'Allemagne et le Luxembourg près de Dasburg en direction nord-est à travers l'Eifel jusqu'à Hirten près de Mayen.
Partant de la dépression de Daleiden, la B 410 traverse deux des dépressions du sud de l'Eifel, la Prümer Kalkmulde, qu'elle quitte peu après Büdesheim en direction de la Gerolsteiner Kalkmulde, puis l'Eifel volcanique et donc certaines des zones pittoresques les plus attrayantes de l'Eifel.

## Histoire
À partir de la sortie de Dockweiler, un nouveau tronçon bifurque de l'itinéraire d'origine, qui emprunte une partie de l'ancienne L 67 comme voie de desserte jusqu'au nœud autoroutier de Gerolstein. Avec l'achèvement de l'Eifelautobahn en 2012, on réalise un contournement de Dockweiler et Dreis.

## Source
- (de) Cet article est partiellement ou en totalité issu de l’article de Wikipédia en allemand intitulé « Bundesstraße 410 » (voir la liste des auteurs).

1. ↑  (de) « Die Bundes- und Reichsstraßen in Deutschland - Nr. ab 399 » [archive du 15 octobre 2008], sur home.arcor.de (consulté le 18 juillet 2025)